# Педагогическое учение Льва Толстого

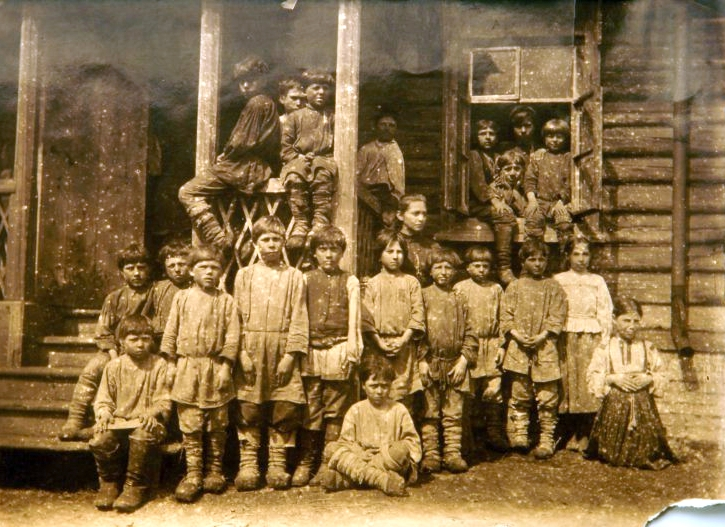
Крестьянские дети у крыльца сельской школы деревни Ясная Поляна.

## Религиозно-нравственные основы воспитания
Нравственно-религиозное учение Л. Н. Толстого строилось на идее непротивления злу насилием, стремлении распространять добро в мире каждым человеком. Предложил идею нравственной революции, в основе которой лежал тезис о свободном самоулучшении личности. Он доказывал, что духовный ненасильственный переворот может произойти в человеке со скоростью революционного переворота. Задача педагогической науки, по его мнению, должна состоять в изучении условий совпадения деятельности учителя и ученика на пути к единой цели, а также тех условий, которые могут препятствовать такому совпадению.

### Условия нравственного воспитания
- развитие наблюдательности;
- развитие способности самостоятельно мыслить и глубоко чувствовать;
- свобода детской активности и детского творчества;
- уважение ребёнка как личности;
- протест против угнетения детей;
- уважение к детским недостаткам;
- приобщение ребёнка к «религиозному началу».

## Теория свободного воспитания
Опираясь на мысль Ж.-Ж. Руссо об идеальной природе ребенка, которую портят несовершенное общество и взрослые с их «фальшивой» культурой, Л. Н. Толстой утверждал, что учителя не имеют права принудительно воспитывать детей в духе принятых принципов. В основу образования должна быть положена свобода выбора учащимися — чему и как они хотят учиться. Дело учителя — следовать и развивать природу ребенка. Эта идея получила отражение в педагогических статьях Л. Н. Толстого и его учебных книгах для начальной школы.

## Яснополянская школа
Яснополянская школа принадлежит к числу оригинальных педагогических попыток: в эпоху безграничного преклонения перед новейшей немецкой педагогикой. Толстой решительно восстал против всякой регламентации и дисциплины в школе. Всё в преподавании должно быть индивидуально — и учитель, и ученик, и их взаимные отношения. В яснополянской школе дети сидели кто как хотел. Никакой определённой программы преподавания не было. Единственная задача учителя заключалась в том, чтобы заинтересовать класс. Занятия шли прекрасно. Их вёл сам Толстой при помощи нескольких постоянных учителей и нескольких случайных, из ближайших знакомых и приезжих.

## Образование
Образование — свободное соотношение людей, из которых один сообщает известную сумму знаний, а другой свободно воспринимает её. В качестве главной задачи обучения и воспитания Толстой выдвигал развития творческого мышления, утверждал необходимость полноценного научного образования. Он отстаивал тезис о единстве воспитания и образования: нельзя воспитывать, не передавая знаний, всякое знание действует воспитательно, полагал он. Л. Н. Толстой писал: « Важно не количество знаний, а качество их. Можно знать очень многое, не зная самого нужного». Однако самым важным в образовании, по мнению Л. Н. Толстого, является соблюдение условия свободы воспитания и обучения на основе религиозно-нравственного учения. Образование, по его мнению, должно быть плодотворным, то есть содействовать движению человека и человечества ко все большему благу. Это движение возможно лишь при условии свободы учащихся. Однако, чтобы эта свобода не стала хаосом в преподавании, нужны общие основания. Такими основаниями являются религия и нравственность. Особую роль уделял таким методам обучения, как слово учителя (рассказ, беседа). Развитие творчества детей: самостоятельная работа, сочинения. Сознательное усвоение знаний. Приучение учащихся к наблюдательности. Широкое использование экскурсий, опытов, таблиц и картин, наблюдение подлинных предметов. Критическое отношение к звуковому методу обучения грамоте.
Л. Н. Толстой писал: «Когда я вхожу в школу и вижу эту толпу оборванных, грязных, худых детей с их светлыми глазами и так часто ангельскими выражениями, на меня находит тревога, ужас, вроде того, который испытывал бы при виде тонущих людей… И тонет тут самое дорогое, именно то духовное, которое так очевидно бросается в глаза в детях. Я хочу образования для народа только для того, чтобы спасти тонущих там Пушкиных, Остроградских, Ломоносовых. И они кишат в каждой школе».

### Мысли о деятельности учителя
Л. Н. Толстой писал:
- «Не тот учитель, кто получает воспитание и образование учителя, а тот, у кого есть внутренняя уверенность в том, что он есть, должен быть и не может быть иным. Эта уверенность встречается редко, и может быть доказана только жертвами, которые человек приносит своему признанию».
- «Если учитель имеет только любовь к делу, он будет хороший учитель. Если учитель имеет только любовь к ученику, как отец, мать — он будет лучше того учителя, который прочёл все книги, но не имеет любви ни к делу, ни к ученикам. Если учитель соединяет в себе любовь к делу и к ученикам — он совершенный учитель».

Советы учителям
- Чем труднее учителю, тем легче ученику.
- Нужно, чтобы ученик не стыдился учителя и товарищей.
- То, чему учат ученика, должно быть понятно и занимательно.
- Давайте ученику такую работу, чтобы каждый урок чувствовался ему шагом вперёд в учении.
- Очень важно, чтобы ученик не боялся наказания за дурное учение.
- Урок должен быть соразмерен силам ученика.[6]

### Вклад в развитие педагогики
Развил теорию открытого воспитания школы Ж. Ж. Руссо в отечественной педагогике. Написал одну из первых учебных книг для народной школы. Создал самобытную педагогическую систему, построенную на собственных религиозно-философских идеях. Написал фундаментальные работы в области образования: «Азбука» (1872), «Новая азбука» и четыре «Книги для чтения» (1875), «О народном образовании» (1874). Идеи Л. Н. Толстого получили дальнейшее развитие в деятельности К. Н. Вентцеля, и многих других педагогов конца XIX — начала XX в.